# 九州音楽放送
九州音楽放送株式会社（きゅうしゅうおんがくほうそう）は、福岡県福岡市博多区東那珂2丁目16番4号に本社を置く日本の企業。